# هنري الملاح

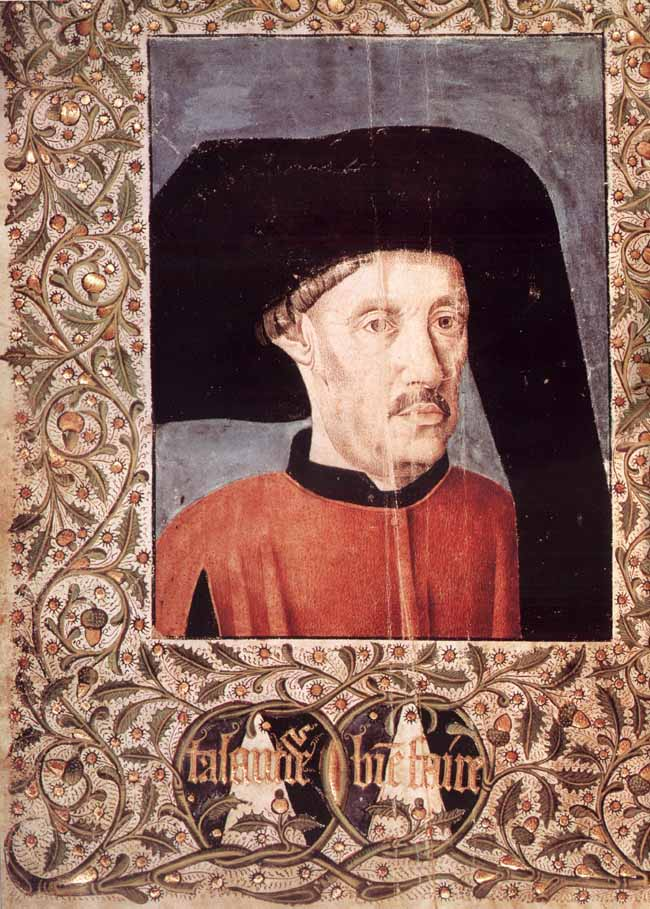
مقدمة من كتاب كرناس دوس فييتوس دي غيني (مخطوطة باريس) في زاراارا ، مع عبارة talent de bien faire ("موهبة الخير" أو "الجوع لأعمال الخير") وأهرامات شعار الأمير هنري. لقد قيل إن الصورة التي تم إدخالها هي تصف شقيقه، الملك دوارتي، وليس هنري. إن empresa أو divisa الموضوعة أدنى الصورة هما شعار هنري. وفقًا لرويار لويس دي سوزا، واستنادًا على أوراق مؤرخ هنري جوميز إيانز دي زارا، ووثائق أخرى من القرن الخامس عشر، كانت أهرامات هنري تمثل أهرامات مصر، وفي الجيزة، وفي أعلى أهراماته كانت الشمس الذهبية.

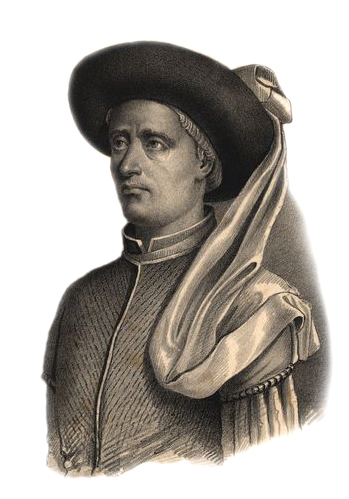
إنريكه الملاح

هنري الملاح (بالبرتغالية: Infante D. Henrique) (4 مارس 1394 - 13 نوفمبر 1460 م) كان انفانتي (أمير) برتغالي، وهو الابن الرابع لجواو الأول ملك البرتغال آنذاك ومؤسس عائلة أفيز، لم يكن إنريكه بحاراً بنفسه، ولكنه حصل على هذا الاسم بسبب تنظيمه للرحلات التي اكتشفت أراضٍ جديدة. ينظر له كالشخص الذي بدأ التوسع الاستعماري الأوروبي.
في عام 1414 م أقنع أباه لشن حملة غزو على ميناء سبتة الإسلامي على الساحل الأفريقي الشمالي عبر مضيق جبل طارق من شبه الجزيرة الأيبيرية. وفعلاً، فقد تمكن البرتغالييون من احتلال المدينة في أغسطس من عام 1415 م، بعد وفاة والدته فيليبا لانكاستر التي كانت العقل المدبر للغزو، حيث رأى إنريكه هناك عوائد طرق التجارة التي كانت تأتي من الصحراء الكبرى منتهية في سبتة. إلا أن هذه التجارة انقطعت بعد سقوط سبتة في يد البرتغاليين. أعجب إنريكه بالثراء الذي وجده هناك، بأفريقيا بشكل عام، وبأسطورة الراهب يوحنا، عين بعد انتهاء المعركة دوق فيسيو بحيث يعتبر أول من حمل هذا اللقب، وأيضا حمل أخوه الأكبر منه سناً بيدرو لقب دوق كويمبرا.
عيّن إنريكه حاكمًا لمجموعة فرسان المسيح الفاحشة الثراء، والتي كان مقرها قد أسس في عام 1413 م في ساغريس بالقرب من رأس القديس فنسنت في أقصى جنوب غرب البرتغال. حمل إنريكه هذا المنصب لبقية حياته. وبالرغم من أنه أصبح يتفرغ أكثر وأكثر للمسيحية مع مرور الوقت، بقي إنريكه في هذا المنصب والذي كان مصدرًا مهمًا للتمويل للقيام بعملياته الاستكشافية على مدى العقد الرابع من القرن. وصل إلى الراس الأخضر وتوقف عند ساحل غانا.
بالإضافة، فقد كان هنالك مصادر تمويل أخرى لإنريكه. فبعد موت الملك جواو الأول في عام 1433 م، أصبح شقيقه الأمير دوارت ملكًا، والذي عين له خمس الأرباح التي كانت تجنى من المناطق المكتشفة، كما أعطاه الحق الحصري بتسيير حملات تتعدى رأس أبو خطر في الصحراء الغربية. وبعد خمس سنوات مات دوارتي، فقام إنريكه بدعم شقيقه بيدرو لتولي الوصاية بالنيابة عن أفونسو الخامس والذي لم يكن قد بلغ سن الحكم بعد، قام إنريكه أيضا بالتخطيط لرحالات استعمار جزر الأزور أثناء حكم بيدرو (1439–1448)، وتوفي في عام 1460، بحيث ذهب لقب دوق فيسيو إلى أبن أخيه فرناندو الذي كان في ذاك الوقت دوق بيجا.

## حياته
كان هنري هو الابن الثالث الباقي للملك جون الأول وزوجته فيليبا التي كانت أخت الملك هنري الرابع ملك إنجلترا. نشأ هنري في بورتو وربما أنه قد وُلد هناك أو ربما عندما كان الزوجان الملكيان يعيشان في النعناع القديم بالمدينة، الذي يُطلق عليه الآن كازا دو إنفانتي (منزل الأمير)، أو في المنطقة المجاورة. وهناك احتمال آخر بأنه وُلد في دير ليسا دو بايليو، في ليسا دي بالميرا، خلال نفس الفترة من إقامة الزوجين الملكيين في مدينة بورتو. كان هنري في الحادية والعشرين من عمره عندما استولى هو وأبيه وإخوته على ميناء سبتة المغربي في شمال المغرب. كانت سبتة منذ فترة طويلة قاعدة للقراصنة البربريين الذين داهموا الساحل البرتغالي، وهجروا القرى من خلال أسًر سكانها ليتم بيعهم في تجارة العبيد الأفريقية. بدأ هنري بعد هذا النجاح في استكشاف ساحل إفريقيا، وكان معظمه لم يكن معروفًا للأوروبيين. وكانت أهدافه تشمل: العثور على مصدر لتجارة الذهب في غرب أفريقيا والمملكة المسيحية الأسطورية للكاهن يوحنا، ووقف هجمات القراصنة على الساحل البرتغالي.
وفي ذلك الوقت، كانت سفن البحر الأبيض المتوسط بطيئة للغاية وثقيلة للغاية للقيام بهذه الرحلات. ولكن تم تطوير سفينة جديدة تحت قيادة هنري أخف وزنًا بكثير، كانت تُسمى القافلة أو الكارافيل، حيث كان يمكن أن تبحر بشكل أكبر وأسرع، كما أنها قبل كل شيء كانت قادرة على المناورة التجارية بشكل كبير وذلك لمقدرتها على الإبحار بالقرب منا الريح أو «في مهب الريح». هذا جعل القافلة مستقلة إلى حد كبير عن الرياح السائدة. مع وجود سفينة الكارافيل، اكتشف البحارة البرتغاليون الأنهار والمياه الضحلة وكذلك المحيط المفتوح مع حكم ذاتي واسع. كان اختراع الكارافيل في الواقع هو الذي جعل البرتغال تستعد لأخذ زمام المبادرة في الاستكشاف عبر المحيطات.
في عام 1419، قام والد هنري بتعيين هنري حاكما لمقاطعة الغارف.

## الموارد والدخل
حصل هنري على تعيينه على درجة الماجستير في 25 أيار / مايو 1420، في وسام فرسان المسيح، الخلف البرتغالي لفرسان الهيكل، والذي كان مقره في تومار، في وسط البرتغال. شغل هنري هذا المنصب خلال الفترة المتبقية من حياته حيث كان الأمر مصدرًا مهمًا لتمويل خطط هنري الطموحة، وخاصة محاولاته المستمرة لغزو جزر الكناري، والتي إدعى البرتغاليون أنهم اكتشفوها قبل عام 1346.
قام أخوه الثاني إنفانت بيتر دوق كويمبرا، بجولة في أوروبا في عام 1425. ورغم أنه كان في مهمة دبلوماسية إلى حد كبير، إلا أنه كان من بين أهدافه البحث عن مادة جغرافية لشقيقه هنري. عاد بيتر من البندقية مع خريطة العالم الحالية التي صاغها رسام خرائط البندقية. تبرع هنري في عام 1431 بمنازل لـجامعة قلمرية لإعادة توحيد جميع العلوم- القواعد والمنطق والبلاغة والحساب والموسيقى وعلم الفلك- فيما أصبحت فيما بعد جامعة لشبونة. بالنسبة لمواضيع أخرى مثل الطب أو الفلسفة، فقد أمر هنري بتزيين كل غرفة وفقًا لكل مادة يتم تدريسها.
كان لهنري أيضًا موارد أخرى. وعندما توفي جون الأول عام 1433، أصبح شقيق هنري الأكبر دوارتي البرتغالي ملكًا. قام دوارتي بمنح هنري جميع الأرباح من التجارة داخل المناطق التي اكتشفها بالإضافة إلى حقه الوحيد في التصريح للحملات خارج Cape Bojador. قام هنري أيضًا باحتكار صيد التونة في الغارف. عندما توفي إدوارد بعد ثماني سنوات، قام هنري بدعم شقيقه بيتر، دوق كويمبرا من أجل الوصاية خلال عمره القاصر على ابن إدوارد أفونسو الخامس، وفي المقابل تلقى تأكيدًا للتجنيد.
وفي عام 1437، عمل هنري كمنظم أساسي للبعثة الكارثية إلى طنجة. وتم إعطاء شقيق هنري الأصغر فرديناند كرهينة لضمان وفاء البرتغاليين بشروط اتفاقية السلام التي أبرمت مع شالا بن شالا. رفض البرتغالي كورتيس الموافقة على استعادة سبتة مقابل إنفانتي فرديناند الذين بقي في الأسر حتى وفاته بعد ست سنوات.
كان للأمير ريجنت بيتر دور ومسؤولية مهمينة في التوسع البحري البرتغالي في المحيط الأطلسي وأفريقيا أثناء إدارته. روج هنري لاستعمار جزر الأزور خلال وصاية ريجنسي على العرش (بين عامي 1439-1448).
ركز هنري على أنشطته البحرية، أو على سياسة المحاكم البرتغالية خلال الجزء الأخير من حياته.